# الحنكة (السوادية)

تعديل مصدري - تعديل

الحنكة هي إحدى قرى عزلة الحراتيك بمديرية السوادية التابعة لمحافظة البيضاء، بلغ تعداد سكانها 270 نسمة حسب تعداد اليمن لعام 2004.